# ایپسدن
ایپسدن (به انگلیسی: Ipsden) یک روستا و محله مدنی در بریتانیا است که در آکسفوردشر جنوبی واقع شده‌است. ایپسدن ۱۱٫۰۰ کیلومتر مربع مساحت و ۳۲۵ نفر جمعیت دارد.